# Dąbrówka (wieś w powiecie chojnickim)
Dąbrówka (dodatkowa nazwa w j. kaszub. Dąbrówka, niem. Dombrowka) – wieś kaszubska w Polsce położona w województwie pomorskim, w powiecie chojnickim, w gminie Brusy na wschodnim krańcu Zaborskiego Parku Krajobrazowego. Osada wchodzi w skład sołectwa 'Męcikał'.
W latach 1975–1998 miejscowość administracyjnie należała do województwa bydgoskiego.